# Yaruquí

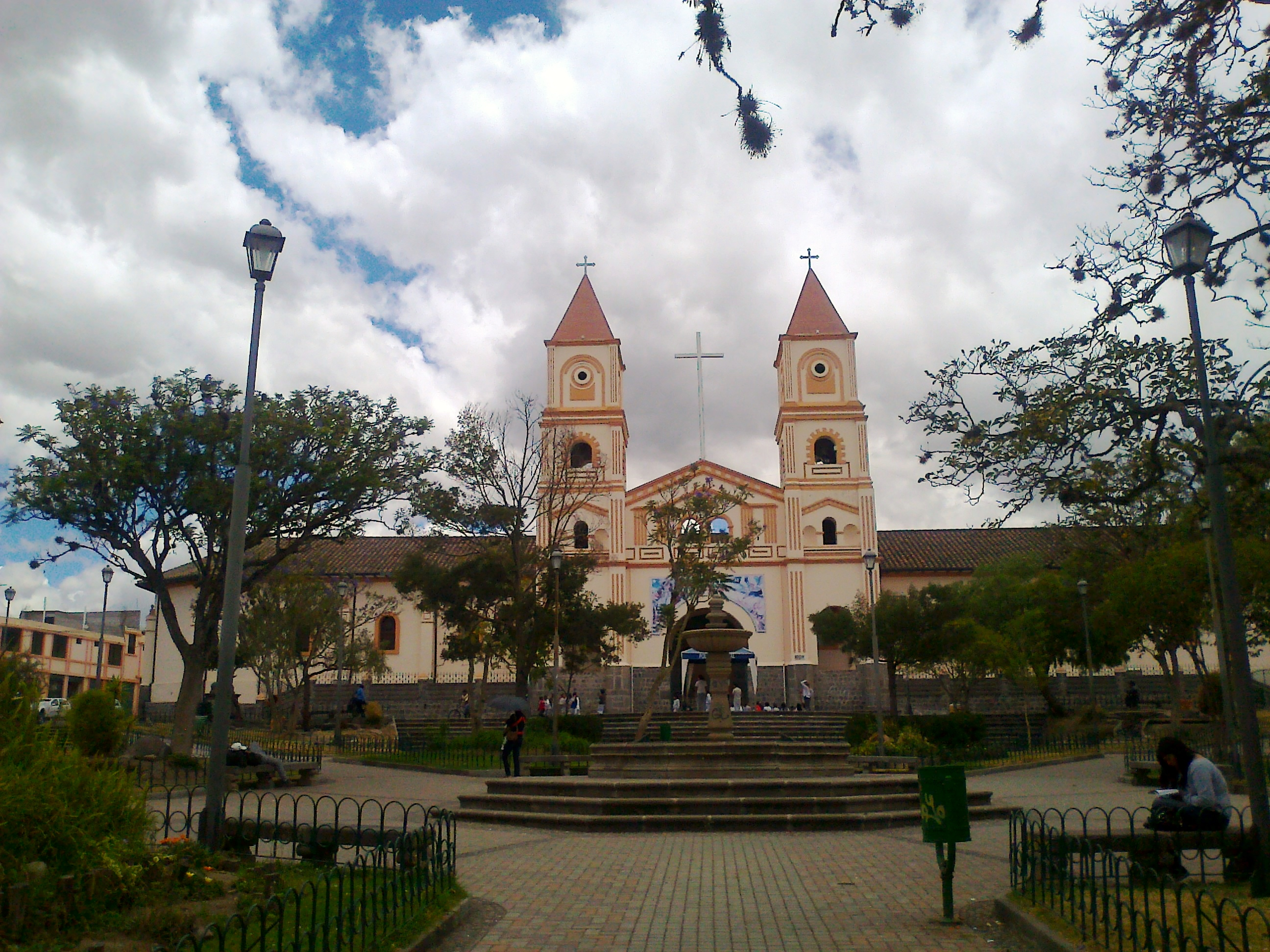
Parque de Yaruquí

Yaruquí es una de las 33 parroquias rurales del distrito metropolitano de Quito, Ecuador.
Actualmente esta bajo una época separatista, junto con Tumbaco, Cumbayá, Nayón, Puembo, Pifo, Tababela, El Quinche y Checa, para formar el Cantón Ilaló.

## Historia
Yaruquí, Checa, El Quinche, Cumbayá, Tumbaco, fueron asiento de pobladores preincáicos, lo cual se demuestra por los objetos encontrados en el sector, como son vasijas, objetos de cerámica utensilios de obsidiana, cuarzo, basalto, lanzas, cuchillos. (Karen Pawer. Prendas con Pies). Según los historiadores se trata de una de las cuarenta parcialidades indígenas que formaron el reino de los quitus y luego el de los shyris, con la afluencia de los caras en el siglo X de la era cristiana.
Las tribus originales que dominaron esta región fueron puembos, yaruquíes, quinches y cayammbis; al producirse la conquista de los caras shiyris, tribu proveniente de Bahía de Caráquez, presentaron una singular resistencia, no restante fueron dominados por este pueblo que pasó a constituir una de las cuatro principales naciones asentadas en el actual territorio ecuatoriano: los shirys, los puruhaes, los paltas y los zarzas.
Años más tarde, los incas, con Huayna Cápac a la cabeza, iniciaron la invasión a los territorios que en la actualidad comprende el Ecuador, la cual culminó con la masacre en Yahuarcocha, la que ratificó la conquista y anexión territorial, al Tahuantinsuyo, que abarcó todo el territorio del Ecuador e incluso llegó hasta el sur de Colombia, el norte de Chile y Argentina.
"Desde su comienzo, Yaruquí aparece con su espíritu liberal y amante de su autonomía. Inicialmente forma parte de las campañas defensivas del Reino de Quito, al servicio del rey Hualcopo Duchicela, XIV Shyri, contra las fuerzas sureñas comandadas por Túpac Yupanqui, XII Inca del Perú, en el año 1460, y Huayna Cápac el grande, conquistador y pacificador que vino después. En varias ocasiones sus pobladores lucharon denodadamente, aprovechando todos los recursos disponibles, cumpliendo con la consigna de morir con honra, defendiendo su señorío, antes que vivir como esclavos.
Son un honor para Yaruquí el esplendor y la magnificencia atribuidos a la última princesa Shyri, doña María Yaruquí, quien abandonó su señorío y se dio a una vida santa, sin salir jamás de Quito, donde eligió una casa de huérfanos y murió con fama de santidad en el año 1700. Fue íntima amiga de la santa  ecuatoriana Mariana de Jesús Paredes y Flores.
En la colonia, Yaruquí fue constituida como parroquia eclesiástica mediante Decreto General del segundo obispo de Quito, el dominico fray Pedro de la Peña, luego del sínodo celebrado en 1570. El de mayo de 1861 Yaruquí y otros pueblos de la zona son reconocidos como parroquias rurales.

## Economía local
Yaruquí da cuenta de una vocación florícola y avícola. Es importante también destacar el desarrollo de actividades industriales y de servicios.

## Barrios de Yaruquí

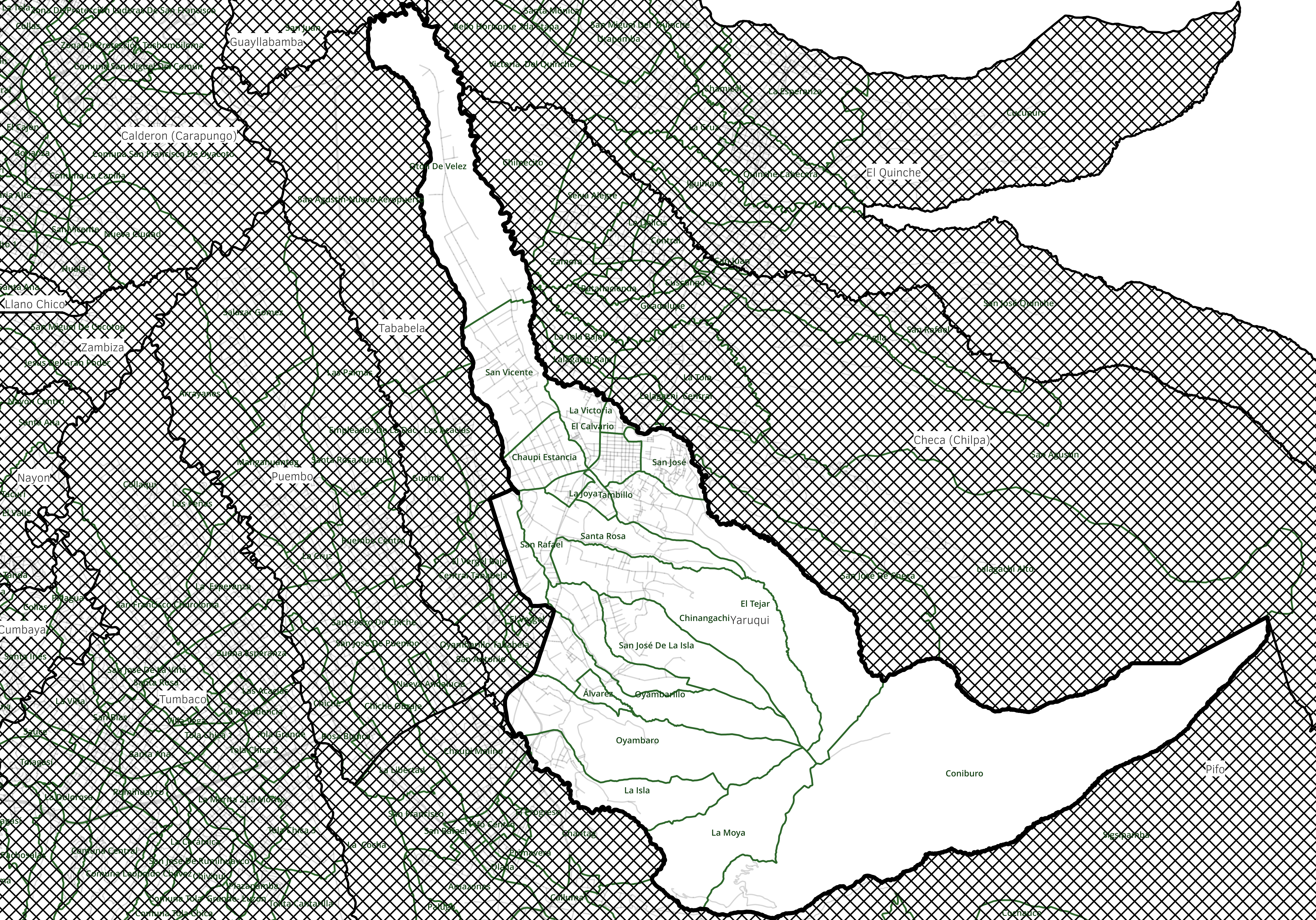
División Poítica de Yaruquí

- Otón de Vélez
- San Vicente
- San Rafael
- Chaupi Estancia
- La Victoria
- El Calvario
- Santa Rosa
- La Joya
- Tambillo
- Yaruquí Centro
- San José
- El Tejar
- Chinangachi
- Oyambarillo
- San José Oyambarillo
- San José de la Isla
- Álvarez
- Oyambaro
- La Isla
- La Moya
- División Poítica de YaruquíConiburo